# Галерије
Галерије (лат. Galerius; * рођен око 250. године, умро 311. године у Сердици) је под пуним именом Гај Галерије Валерије Максимијан (лат. Gaius Galerius Valerius Maximianus) био римски цар од 305. до своје смрти, 311. године. Поред Диоклецијана, био је један од римских тетрарха.

## Биографија

### Напредовање до царског положаја
Галерије је био илирског порекла и потицао је из приобалне Дакије, што је простор данашње источне Србије. Рођен је око 250. године, и започео је своју војну каријеру под Аурелијаном, а служио је и под Пробом. Истакао се као способан војник и добијао је највише почасти.
1. марта 293. године, Диоклецијан је, успоставивши систем тетрархије, за свог савладара на Истоку, са титулом цезар изабрао Галерија. Галерије је тада напустио своју прву жену са којом је имао ћерку и оженио се Валеријом, Диоклецијановом кћерком. 294. Галерије је ратовао у Египту и 295. код Ктесифона се борио против Сасанида. 297—298. године Галерије је победио персијског краља Нарзеса, због чега је подигао своју тријумфалну капију у Солуну. После пораза Персијанаца они су напустили Месопотамију, па је Галерије слављен у целој империји као други Ромул и Александар. После Диоклецијановог повлачења, 305. године, Галерије је дошао на његово место са титулом августа. За свог цезара изабрао је Максимина Дају. У међувремену, Констанције Хлор је постао август на Западу. Галерије се, ослањајући се на Севера II, надао да ће после смрти Констанција Хлора завладати самостално читавим Царством. До тога није дошло, будући да је то спречио син Констанција Хлора, Константин Велики.
Галерије је покушао да поврати своје позиције инвазијом Италије 307. године, када је напао Максенција. Али, овим ништа није постигао. Онда је уздигао свог пријатеља Лицинија до положаја августа. Император Галерије је владао по узору на цара Диоклецијана па је планирао да сагради палату одакле је потицао, исто као и Диоклецијан у Сплиту. 
Зато је после победе над Персијанцима Галерије скупио најбоље градитеље, уметнике и занатлије из целог царства како би изградили и украсили раскошну палату коју је назвао у част своје мајке Ромуле. Тако настаје царска палата Феликс Ромулијана код данашњег Зајечара. Палата је грађена на остацима старе резиденције и грађена је све до Галеријеве смрти.

### Галерије и хришћани
Галерије је важио, нарочито код Лактанција, за једног од највећих прогонитеља хришћана. Галерије је прогањао хришћане још док је Диоклецијан владао, а касније је, као август, само наставио са том политиком. Последње едикте о прогону хришћана издао је управо Галерије, почевши од 303. године. 30. априла 311. године, мало пре његове смрти, Галерије је ипак издао један едикт о толеранцији према хришћанима, вероватно под утицајем тешке болести која га је споро убијала. Највероватније се радило о некој врсти канцера. Тако је хришћанство постало дозвољена религија, док год није угрожавало успостављени поредак.
Данас се богата колекција налаза са локалитета Гамзиград чува у Народном музеју у Зајечару, а мањи део и на самом локалитету.